# Мита Медичи
Мита Медичи (итал. Mita Medici; настоящее имя Патриция Вистарини итал. Patrizia Vistarini; род. 20 августа 1950) — итальянская певица, актриса, телеведущая, модель.

## Биография
Родилась в Риме, настоящее имя Патриция Вистарини, дочь актера Франко Силва. В 1965 году, выиграла конкурс «Мисс Подросток». Медичи дебютировала в 1966 году, в фильме Лучано Сальче «Как я научился любить женщин». Затем активно участвовала на телевидении в передачах «Canzonissima» и «Sereno variabile», появилась в нескольких сериалах. Она также была певицей, пик музыкальной карьеры пришёлся на конец 60-х — начало 80-х. Главным её успехом была песня «Ruota Libera», которая в 1973 году попала в топ-10 итальянского хит-парада.
В 1968 году она стала героем песни «Mita, Mita, Mita» прогрессивной рок-группы Le Orme.